# アフリカの野球
アフリカの野球（アフリカのやきゅう）では、アフリカにおける野球の動向について説明する。

## 概要
アフリカでは、広く普及しているサッカーに比較して、野球はマイナースポーツである。
以下の国では野球の国内大会が行われている（ランキングは2023年12月時点）。
- 南アフリカ共和国[3] - WBSC世界ランキング34位（野球南アフリカ共和国代表）（ケープタウンメジャーリーグ）
- ナイジェリア[4][5] - WBSC世界ランキングは非掲載（野球ナイジェリア代表）
- タンザニア [6][7] - WBSC世界ランキング76位（野球タンザニア代表）（タンザニア野球リーグ）

ウガンダには2014年に選手の自主運営によるアマチュア野球リーグが発足したが、資金不足などにより一時活動を停止し、その後日本からの援助も受けて運営されている。ウガンダのWBSC世界ランキングは2023年末時点で48位である。ほかにケニアが61位となっている。

## 歴史
アフリカでの野球開催の記録は、アメリカの元選手アルバート・スポルディングが実施した現役選手による世界ツアーの途上1889年2月にエジプトのギザにあるピラミッド前で実施した試合が古い例として残る。
南アフリカでは19世紀末期に、アメリカから金鉱に渡ってきた鉱山労働者が野球を始め、1905年までに最初の競技団体がトランスヴァールに設立されている。また1934年には、座礁した日本の商船（大阪商船の「ぱりい丸」）の船員がポート・エリザベスに滞在する間に現地の住民と野球をしたことで、その年のうちに現地に野球協会が設立された事例もあった。
普及は第二次世界大戦後に始まり、特に南アフリカが先行した。ナイジェリアでは1960年にアメリカの平和部隊が野球を伝えたが、1966年の内戦に伴って撤退すると途絶え、1989年にナイジェリア野球・ソフトボール協会を設立してから再興した。
1990年にアフリカ野球・ソフトボール協会（African Baseball & Softball Association、ABSA）が設立された（本部はナイジェリア）。

## 普及活動
世界野球ソフトボール連盟 (WBSC)はアフリカの国々に野球を普及させるため、2017年にヨハネスブルグで開いた「アフリカ野球サミット」以降、"African Development Project" (ADP)をABSAとともに手がけており、これまでコートジボワール・ケニア・レソト・南アフリカ・ザンビア・タンザニアを対象に活動している。
ガーナでは野球を普及させて学校チームによる大会創設を目指す「ガーナ甲子園プロジェクト」が日本人の援助により実施されている。ガーナではそれ以前の2001年にトヨタ自動車の現地法人が支援する形で14歳以下の国内大会の創設構想が報じられたことがあったが、具体化しなかった。野球ガーナ代表はWBSC世界ランキング73位である。
タンザニアでも「甲子園」を銘打った少年大会が開催されているが、これをより多くの国に広げる「アフリカ55甲子園プロジェクト」を、日本の財団法人「アフリカ野球・ソフト振興機構」 (J-ABS)が2022年から実施する計画を立てており、同年5月よりガーナでプロジェクトがスタートした。
このほかにもエジプトなどで野球の普及活動が行われている。こうした活動は、日本とアメリカのNGO（日本の場合は青年海外協力隊のOBなど）が多くを担っている。
2016年にはブルキナファソを中心とした「野球西アフリカ選抜」チームが、四国アイランドリーグplusの高知ファイティングドッグスや北海道日本ハムファイターズOBチームと親善試合をおこなった。

## 国際大会
- アフリカ野球選手権（英語版） (Africa Cup Baseball Championship)

過去に判明しているだけで1992年・2001年・2019年の3回開催されている。結果の判明している3回とも優勝は南アフリカである。

## 出身選手
1966年に南アフリカの投手・デビット・ロエリー(David Lowery)が、ミネソタ・ツインズのスプリングキャンプに参加を許された。しかし、これはオーナーであるカルヴィン・グリフィスの宣伝であり、結局メジャーリーグベースボール (MLB)のロースターには入れなかった。ロエリーはツインズ傘下だった1Aのマイナーであるオルランド・ツインズ（のちのオルランド・レイズ (en)）で1シーズンプレーした。
1990年代以降、MLBは選手の供給源として南アフリカに着目し、南アフリカの白人系選手（二重国籍者を含む）からMLB機構に入る選手が出現した。
野球南アフリカ代表だったギフト・ンゴエペは、2017年にピッツバーグ・パイレーツのロースター入りし、アフリカ出身者として初のMLB選手となった。また同じく南アフリカ出身のテイラー・スコットは、2019年にシアトル・マリナーズのロースター入りし、ンゴエペに次ぐ2人目のアフリカ出身MLB選手となったほか、2019年のオフには広島東洋カープに入団し、日本プロ野球初のアフリカ出身者選手となった。
また、下記の選手は日本の独立リーグに所属経験がある。
- シェパード・シバンダ（ジンバブエ）[1]
- サンホ・ラシィナ（ブルキナファソ）[1][26]
- ザブレ・ジニオ（ブルキナファソ）[1][21]
- ワフラ・ポール（ウガンダ）[27]
- オケロ・ベナード（ウガンダ）[27]
- カベンゲ・アラン（ウガンダ）[28][29]
- カトー・エリック（ウガンダ）[30]
- アミール・カファンド（ブルキナファソ）[31]
- アリー・モハメド（ナイジェリア）[32]
- キアン・アフリカ（南アフリカ）[33]
- カトー・エドリン（ウガンダ）[34]
- カベンゲ・アラン（ウガンダ）[35]
- デニス・カスンバ（ウガンダ）[36]
- イサビレ・ムサ・アゼッド（ウガンダ）[37]
- チャッゼ・フレッド（ウガンダ）[38]

上記のカトー・エドリン、および独立リーグ非所属で南スーダン出身のジョセフ・デン・トンは、2024年2月に、福岡ソフトバンクホークスのファームキャンプに参加している。